# Puviraja Pandaram
Puviraja Pandaram, (tamoul : புவிராஜ பண்டாரம்; meurt en 1591), de son nom royal Pararacacekaran VII, est un roi du royaume de Jaffna, dans l'actuel Sri Lanka. Il fait partie de la dynastie Ârya Chakravarti. 

## Biographie
Il a régné sur le royaume de Jaffna pendant une période de chaos pendant et après la mort de son père Cankili I en 1565. Il devint roi en 1561 à la suite d'un soulèvement local contre Cankili I. Bien qu'il fût le roi officiellement, Cankili I continuait d’exercer le pouvoir dans les coulisse du palais jusqu'à sa mort quatre ans plus tard en 1565. 
Après la mort de son père, Puviraja Pandaram a perdu le pouvoir sur Kasi Nayinar Pararacacekaran et Periyapillai. Après la mort ou l'abdication de Periyapillai en 1582, Puviraja Pandarm a été nommé roi pour la deuxième fois
Pendant son second règne, il tenta d'arracher le contrôle de l'île de Mannar, riche en perles, aux Portugais en attaquant le fort par mer et par terre. Il a été vaincu dans les deux tentatives. 
Après l'occupation de Kandy par Rajasinha I, Puviraja Pandaram a donné refuge et protection au dernier membre survivant de la famille royale de Kandy, la princesse Kusumasana, encore enfant. 
Finalement Puviraja Pandaram a été capturé et décapité par le Portugais dans une bataille pendant la deuxième expédition portugaise contre le Royaume de Jaffna mené par André Furtado de Mendonça en 1591. Il a été remplacé par son fils Ethirimana Cinkam.